# Маријан Болица
Маријан Болица (итал. Mariano Bolizza) (друга половина 16. вијека - прва половина 17. вијека) био је католички свештеник, писац, дипломата и пјесник из ренесансног Котора.

## Биографија
Био је припадник познате племићке породице Болица. Родио се у Котору, највјероватније у другој половини 16. вијека. Студирао је на Универзитету у Падови, па је прихватио свештенички брат. Преселио су у Венецију, и тамо постао секретар нунција Ђованија Батисте Агукија. Обилазио је Црну Гору и Албанију и изучавао локална племена. Написао је посмртни говор за сахрану француског дипломате, Клода де Мема. 

## Дјела
Послат је у Скадарски санџак како би извијестио млетачку власт о дешавањима тамо. Написао је документ Извјештај и опис Скадарског санџака (итал. Relazione e descrizione del sangiacato di Scutari) и доставио га је 25. маја 1614. Тај документ је описивао географију и становништво Црне Горе и Албаније.